# Junge Welt
junge Welt er en tysk marxistisk avis, der udgives i Berlin. 
Avisen udkom første gang den 12. februar 1947 i byens sovjetiske sektor og blev den officielle avis for Freie Deutsche Jugends centralråd i november samme år. Med et oplag på 1,4 mio. var det den suverænt største avis i DDR, endda større end kommunistpartiet SED's eget organ, avisen Neues Deutschland. 
junge Welt blev relanceret i 1994 og er i dag Tysklands mest venstreorienterede avis.[kilde mangler] Med et oplag på under 20.000 er den samtidig den mindste landsdækkende avis i landet.